# Broniwoj
Broniwoj – męskie imię słowiańskie, nienotowane we wczesnych źródłach polskich, złożone jednak z członów występujących w autentycznych staropolskich imionach, tj.: Broni- ("bronić, strzec") oraz -woj ("wojownik, wojna"). Imieniny: 22 czerwca. 
W 1994 roku imię Broniwoj nosiła 1 osoba w Polsce.